# Tachina domator
Tachina domator är en tvåvingeart som beskrevs av Walker 1853. Tachina domator ingår i släktet Tachina och familjen parasitflugor. Inga underarter finns listade i Catalogue of Life.